# Ozero Alkasor
Ozero Alkasor är en saltsjö i Kazakstan. Den ligger i den norra delen av landet, 500 km nordväst om huvudstaden Astana. Arean är 1,3 kvadratkilometer.